# Sally Burch
Sally Burch (Londres, 1949) es una periodista y activista de los derechos de la comunicación angloecuatoriana, directora ejecutiva de la Agencia Latinoamericana de Información y miembro del grupo coordinador del Foro Social de Internet. Su voz está presente en las discusiones globales e institucionales sobre la democratización de internet. Desde 2017 es impulsora de la campaña y del grupo de trabajo Internet Ciudadana.

## Trayectoria
Nació en Inglaterra donde vivió su juventud. Se trasladó a Canadá donde estudió periodismo y empezó a militar en el movimiento feminista. Licenciada en literatura por la Universidad de Warwick (Inglaterra) y diplomada en periodismo por la Universidad Concordia de Montreal. Mientras estudiaba periodismo en Canadá fue cofundadora en 1977 de la Agencia Latinoamericana de Información (ALAI) creada por periodistas exiliados por las dictaduras del Cono Sur para denunciar las entonces dictaduras latinoamericanas.
Activista en favor de los derechos de las mujeres y de los derechos a la comunicación de 1975 a 1983 mientras residía en Canadá participó activamente en el movimiento de mujeres en Canadá. En 1983 trasladó su residencia a Ecuador donde continuó con el proyecto de ALAI.

### Derecho a la comunicación
Desde la década de 1990 contribuye en los debates sobre Internet y los derechos de ciudadanía. Apoyó la creación del primer nodo de correo electrónico en Ecuador e impulsó la coordinación entre organizaciones feministas a través del correo electrónico.
Entre 1990 y 1993 fue responsable de la creación de la red ecuatoriana Ecuanex una Corporación de Comunicación Electrónica sin fines de lucro que en 1990 constituyó la primera red orientada a difundir el uso y acceso a las tecnologías de la información y la comunicación (TICs) aplicadas al desarrollo.
Entre 1993 y 1995, fue coordinadora mundial del Programa Mundial de Apoyo a las Redes de Mujeres para la Asociación para el Progreso de las Comunicaciones, una iniciativa pionera para animar a las mujeres a usar Internet en el marco de la Conferencia Mundial de la Mujer de Pekín celebrada en 1995. Más tarde, entre 2002 y 2003, dirigió el “Grupo de Trabajo sobre Contenidos y Temas” de la Cumbre Mundial sobre la Sociedad de la Información que se llevó a cabo en Ginebra.
De 2001 a 2003, fue Coordinadora del Grupo de Trabajo de la Sociedad Civil sobre Contenidos y Temas de la Cumbre Mundial de la Sociedad de la Información, organizada por Naciones Unidas. 

### Datos digitales, patrimonio de la comunidad que los genera
En el marco del desarrollo de la Inteligencia Artificial y la utilización de los datos, Burch advierte que las grandes empresas tecnológicas "les importa poco lo que nosotros decimos o hacemos en Internet, mientras nos puedan seguir sacando más y más datos, que es la base de su modelo económico". Reclama a la ciudadanía que se tome conciencia del valor de los datos. "Los datos deben ser considerados por ley como patrimonio de la comunidad que los genera. Y, en el caso de los datos íntimos, deben ser patrimonio individual e inviolable. ¿Cómo lograr leyes en ese sentido? El primer reto es hacer conciencia sobre eso. Abrir un amplio debate social al respecto, y que los pueblos vayan asumiendo: los datos son nuestros, no son de ellos".

### Internet ciudadana (2017 - )
Burch forma parte del grupo impulsor de la iniciativa Internet Ciudadana que nace en 2017 a partir del Foro de Comunicación para la Integración de NuestrAmérica (FCINA) que tenía como ejes la 

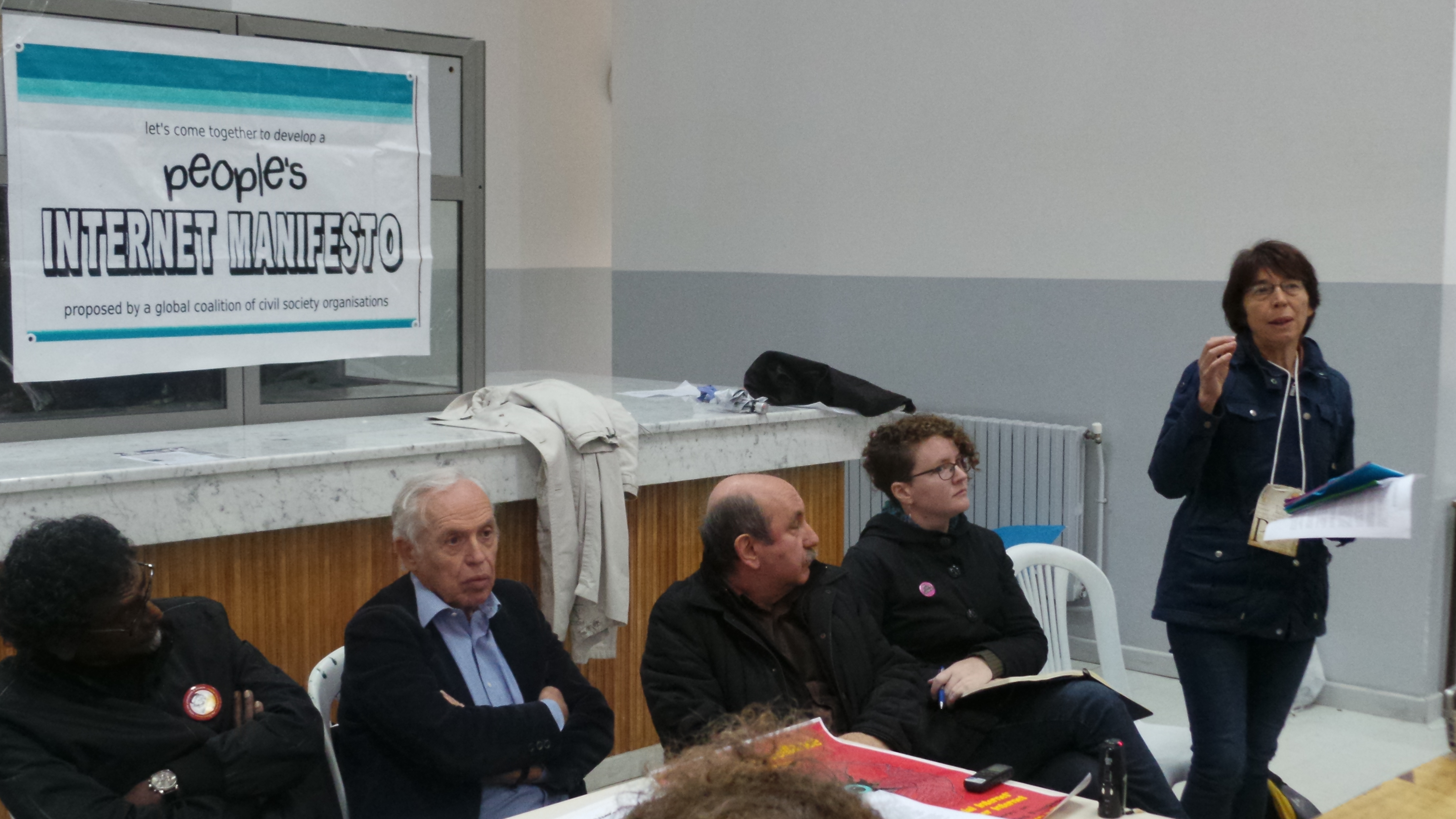
Sally Burch en el Foro Social Mundial. Túnez 2015

democratización de la comunicación y la integración regional y se define como "una iniciativa en construcción que apuesta por generar un espacio latinoamericano y caribeño, donde las organizaciones que trabajan por la justicia social, la democracia, la democratización de la comunicación, el software libre y abierto, la neutralidad de la red o la amplia gama de los derechos humanos, así como para el empoderamiento de la ciudadanía, puedan confluir para construir agendas comunes hacia la Internet de los pueblos".  La campaña por una Internet Ciudadana surge en 2017 y se inscribe en el proceso regional hacia el Foro Social de Internet.
Ha escrito numerosos textos y ha realizado numerosas intervenciones sobre las corporaciones mediáticas y el derecho a la información, sobre el derecho de ciudadanía a la información y a la comunicación y sobre la internet ciudadana. Es miembro del grupo coordinador del Foro Social de Internet.  En septiembre de 2017 lideró los Diálogos por una internet ciudadana NuestrAmérica rumbo al Foro Social de Internet, celebrados en Quito.

#### Deportación de Argentina (2017)
El 8 de diciembre de 2017 cuando viajó a Argentina para efectuar la cobertura informativa de la XI Conferencia Ministerial de la Organización Mundial del Comercio (OMC) y de otros foros alternativos en Buenos Aires el gobierno de Macri impidió su entrada en Argentina y fue deportada a Ecuador donde reside junto al jefe de Attac Noruega, Petter Titland -deportado a Brasil- La Cancillería de Ecuador emitió un comunicado en el que “lamenta la decisión de las autoridades migratorias argentinas de deportar a la ciudadana angloecuatoriana Sally Burch, directora ejecutiva de la Agencia Latinoamericana de Información”.

## Publicaciones

### Libros
- Movimientos Sociales en Red (ALAI, 2001) coautora con Osvaldo León y Eduardo Tamayo
- Se Cayo El sistema: Enredos de la Sociedad de la Información (ALAI, 2003)
- Hacer nuestra palabra. (2011) Coordinación Sally Burch. Área Mujeres ALAI y Minga Informativa de Movimientos Sociales
- Pueblos indígenas: Comunicación, cultura y derechos en Democratizar la palabra. Movimientos convergentes en comunicación coordinado por Osvaldo León.
- Comunicación en movimiento (2005) Coautora con Osvaldo León y Eduardo Tamayo
- Se cayó el sistema. Enredos de la Sociedad de la Información (2004) Coautora con Osvaldo León y Eduardo Tamayo
- Ellas tienen la palabra. (2009)

### Artículos
- El reto de reconstruir una Internet ciudadana. (2017)
- Comercio electrónico en la OMC: lo que Argentina no quiso que se oyera
- Internet: ¿monopolios o comunes? (2017)